# Robert Kenneth Godfrey
Robert Kenneth Godfrey (29 de agosto de 1911-6 de febrero de 2000) fue un botánico, y profesor estadounidense.

## Inicios y educación
Estudió en la zona rural, del oeste de Nueva Jersey, con formación de pregrado en Maryville College, en el este de Tennessee. Comenzó sus estudios de postgrado en la Universidad de Carolina del Norte, Raleigh, adquiriendo conocimiento de las plantas y los sistemas ecológicos, con la tutela y la amistad del Dr. B.W. Wells. Su experiencia de posgrado, se amplió por una invitación de la Universidad de Harvard. Luego pasó un breve período a principios de 1940 como horticultor y jardinero en la plantación de Orton cerca de Wilmington, Carolina del Norte
Durante la Segunda Guerra Mundial, se alistó en la Marina de EE. UU., sirviendo como oficial naval de la Flota del Pacífico. Pasada la guerra, volvió a Orton.,Y se casó con Eleanor "Nell" Niernsee. Nell falleció en 1995. Curiosamente, Nell también era veterana de la guerra del Pacífico, sirviendo en el Pacífico Sur, como enfermera del Ejército de EE. UU..
Realizó estudios de posgrado en la Universidad de Duke con el botánico, maestro y amigo Dr. Hugo Blomquist, completando su tesis sobre Pluchea (Compositae), obteniendo el doctorado en 1952.

## Algunas publicaciones
- A Change of Status for Two Species of Chrysopsis. 1949
- Distribution Notes on some Grasses in North Carolina. Con Steve G. Boyce. Edición	reimpresa. 1952
- Observations on the Florida Flora. 1958
- Plantago cordata Still Grows in Georgia
- Synopsis of the Florida Spec. of Cacalia
- Gisekia Pharnacioides, A New Weed. Edición reimpresa. 1961
- Liatris provincialis, sp. nov. (Compositae), Endemic in Wes. Florida. 1961
- Observations on Microsporocarpic Mat. of Azolla caroliniana. 1961

### Libros
- robert Kenneth Godfrey. 1988. Trees, shrubs, and woody vines of northern Florida and adjacent Georgia and Alabama. Edición ilustrada de	University of Georgia Press, 734 pp. ISBN 0820310352
- ------------------------------, jean w. Wooten. 1979. Aquatic and wetland plants of southeastern United States: monocotyledons. Volumen 1. Edición	ilustrada de University of Georgia Press, 712 pp. ISBN 0820304204
- ------------------------------. 1977. Keys to the families of the major groups of vascular plants for northern Florida (spring season). Editor University of South Florida Botany Program, 178 pp.
- ------------------------------. 1952. Pluchea, section stylimnus, in North America, the Bahama islands and the greater Antilles ... Editor Duke University, 210 pp
- ------------------------------. 1938. The Compositae of Wake County, North Carolina, in time and space. Editor North Carolina State College. 99 pp.

## Reconocimientos
- El herbario Robert K. Godfrey, en la Florida State University[2]

### Epónimos
- (Amaryllidaceae) Hymenocallis godfreyi G.Lom.Sm. & Darst[3]
- (Asteraceae) Chrysopsis godfreyi Semple[4]
- (Asteraceae) Helenium godfreyi Fernald[5]
- (Caryophyllaceae) Arenaria godfreyi Shinners[6]
- (Caryophyllaceae) Minuartia godfreyi (Shinners) McNeill[7]
- (Cyperaceae) Carex godfreyi Naczi[8]
- (Lamiaceae) Physostegia godfreyi P.D.Cantino[9]
- (Oleaceae) Forestiera godfreyi L.C.Anderson[10]
- (Solanaceae) Solanum godfreyi Shinners[11]